# Dakota Blue Richards

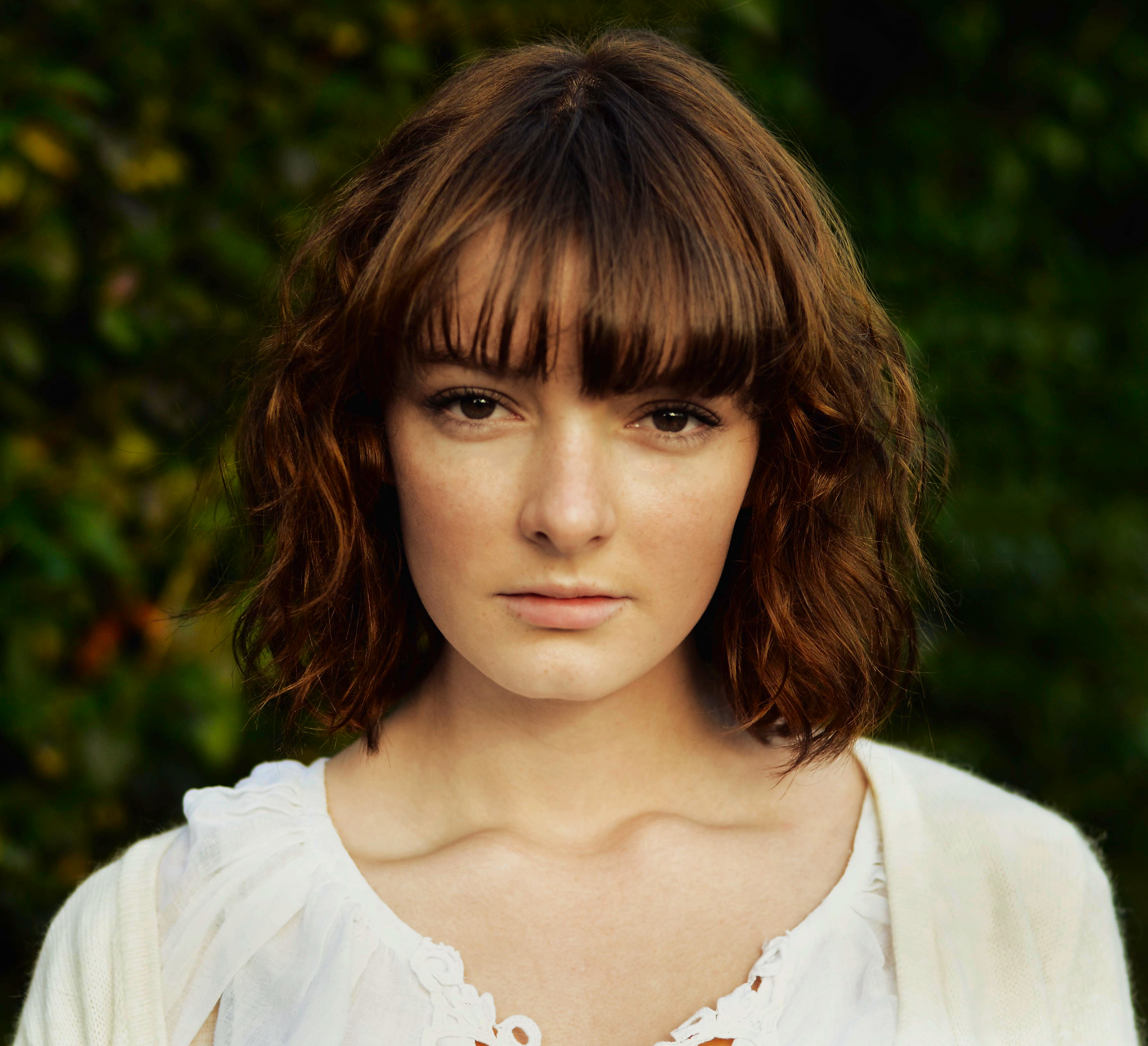
Dakota Blue Richards, 2012

Dakota Blue Richards (* 11. April 1994 in South Kensington, London) ist eine britische Schauspielerin. Bekanntheit erlangte sie durch ihre Rolle im Film Der Goldene Kompass, einer Adaption des gleichnamigen Romans aus Philip Pullmans His-Dark-Materials-Trilogie, in dem sie die Hauptperson Lyra Belacqua verkörpert. Der Film lief am 6. Dezember 2007 in deutschen Kinos an. Richards spielt in der britischen Fernsehserie Skins – Hautnah seit der fünften Staffel, die im Januar 2011 begann, die Rolle von Franky Fitzgerald, einer androgynen Außenseiterin.

## Leben
Aus zehntausend Bewerberinnen für die Hauptrolle im Film Der Goldene Kompass, die sich zu Castings in Oxford, Cambridge, Kendal und Exeter eingefunden hatten, wurde Dakota Richards im Juni 2006 ausgewählt. Außerdem gehörte sie zu den zwei Auserwählten, die der Autor Philip Pullman aus den 40 favorisierten Bewerberinnen, die ihm vom Casting-Team zugesendet worden waren, ausgewählt hatte. Nach eigenen Angaben war Richards durch eine Mitteilung in der Newsround auf die Castings aufmerksam geworden, einer Kindernachrichtensendung der BBC.

## Filmografie

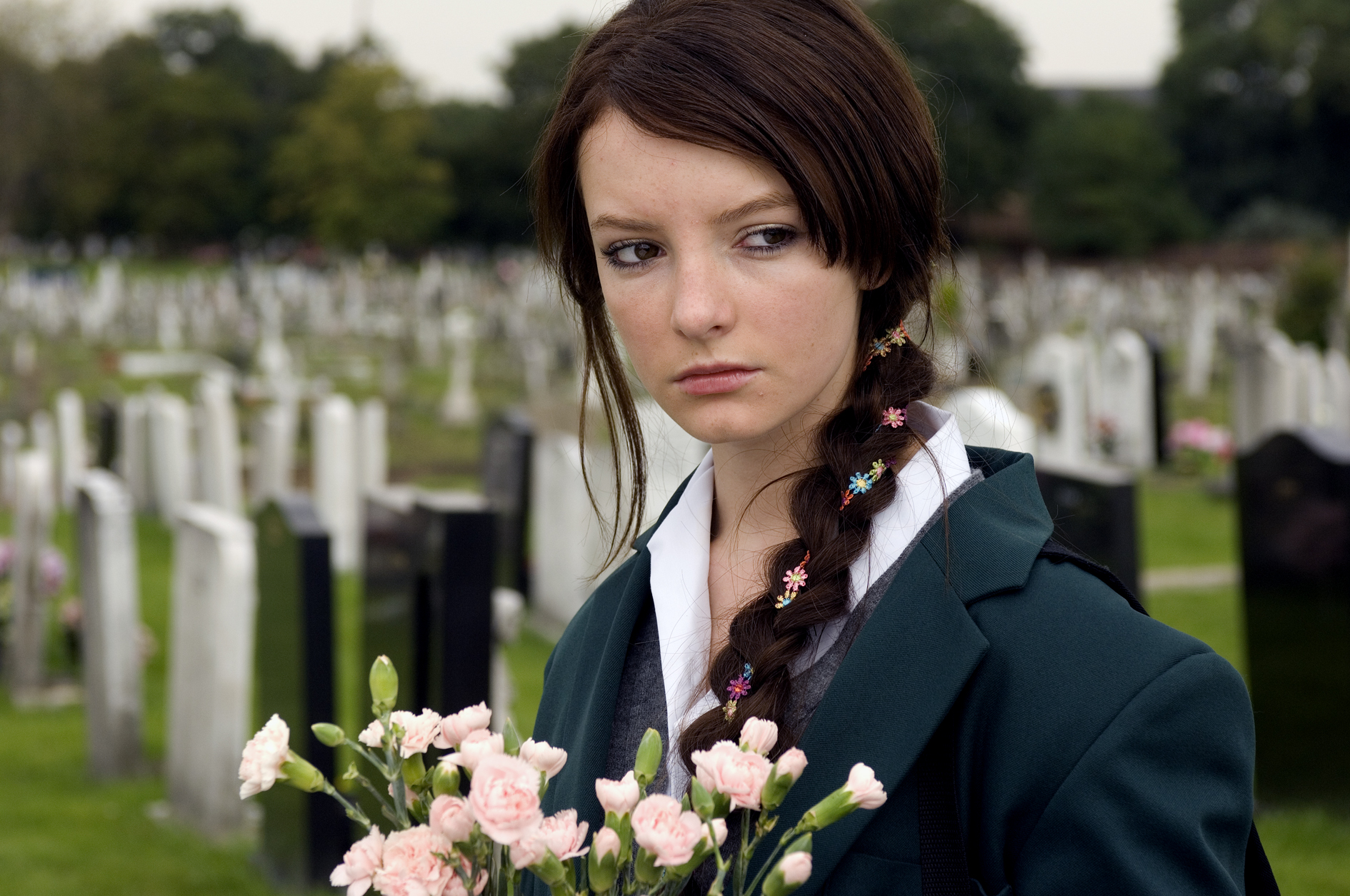
Richards als ‚April Johnson‘ in Dustbin Baby (2008)

- 2007: Der Goldene Kompass (The Golden Compass)
- 2008: Das Geheimnis der Mondprinzessin (The Secret of Moonacre)
- 2008: Dustbin Baby (Fernsehfilm)
- 2009: Fünf Meilen draußen (Five Miles Out, Kurzfilm)
- 2011–2012: Skins – Hautnah (Skins, Fernsehserie, 18 Episoden)
- 2013: The Fold
- 2013: Lightfields (Miniserie, 5 Episoden)
- 2014: Girl Power (Kurzfilm)
- 2014: The Quiet Hour
- 2016: ChickLit
- 2016–2018: Der junge Inspektor Morse (Endeavour, Fernsehserie, 13 Episoden)
- 2018: 52 Story Minutes (Fernsehserie, Episode 1x11 Come Back Nikki)
- 2019: Beecham House (Miniserie, 6 Episoden)

## Theaterauftritte
- 2015: Arcadia von Tom Stoppard – als Thomasina, English Touring Theatre, London
- 2015: A Streetcar Named Desire von Tennessee Williams – als Stella, Curve Theatre, Leicester, England
- 2017: What the Butler Saw von Joe Orton – als Geraldine, Curve Theatre, Leicester, England
- 2023: Anthropology von Lauren Gunderson – als Angie, Hampstead Theatre, London[3]